# Бердюгино (Курганская область)
Бердюгино — деревня в Целинном районе Курганской области. До преобразования в июле 2021 года муниципального района в муниципальный округ входила в состав Трёхозёрского сельсовета.

## Население и состав
| 1989 | 2002 | 2010 |
| ---- | ---- | ---- |
| 103  | ↘42  | ↘27  |

В 1916 году в Бердюгино проживало 53 человека, в 1926 - 132 (по данным переписи), в 1986 - 125, в 1999 - 97, в 2000 - 87, в 2007 - 41, в  2008 - 42, в 2009 - 40, в 2010 - 38, в 2011 - 36 (были прописаны, по данным сельсовета).
Состав населения в настоящее время (2019):
| Русские   | Казахи    | Татары     |
| --------- | --------- | ---------- |
| 7 человек | 6 человек | 4 человека |
| 41,6 %    | 35 %      | 23,4 %     |

## География и природа
Деревня расположена в долине реки Большой Кочердык на её правом берегу.
Расстояние до ближайшего населённого пункта - 3 км. До райцентра - 5 км. До областного центра: 160 км (по автодорогам).
Климат резко континентальный. Есть лиственные леса и небольшие территории поросшие хвойными породами деревьев. Но большую часть окружной территории деревни занимают поля, пригодные для посева различных сельскохозяйственных культур. Водными объектами представлена рекой Большой Кочердык (приток Тобола), тремя заболоченными озёрами (Берцулёзное, Дедово, Колотиновское) и несколько родников. Все источники пресные, один родник имеет минеральные свойства. На территории около деревни Бердюгино, находится одна возвышенность (Беркут), её высота 173 м над уровнем моря [находится в 2,5 км к северу от деревни]. Высота центра деревни 156 м над уровнем моря.
В водоёмах обитает несколько видов рыб. В животном мире встречаются лось, косуля, лисица, барсук, бобр, заяц, енотовидная собака, суслик, хорёк, ондатра, ёж, тетерев, глухарь, несколько видов пресмыкающих и земноводных. Флора представлена лиственными породами деревьев, это: берёза, осина, клён. И хвойными: сосна, ель. Также множество видов полевых растений и кустарников.

### Часовой пояс
Бердюгино, как и вся Курганская область, находится в часовой зоне МСК+2. Смещение применяемого времени относительно UTC составляет +5:00.

## История
Бердюгино основано приблизительно в конце XIX в. на реке Большой Кочердык. Своё название деревня видимо получило по фамилии основателя деревни. Ранее Бердюгино называли Бердюгинский выселок. Первое официальное упоминание о Бердюгино, датировано 1899 годом. В конце 19 начале 20 вв. жители деревни Бердюгино относились к казачьему сословию, несли службу на Нижне-Уйской пограничной укрепительной (оборонительной) линии — посёлок Кочердыкский — станица Усть-Уйская — посёлок Луговой. Относились к 3-му отделу Оренбургского казачьего войска. В 1916 году было около 15 дворов в которых жило 53 человека, из них 25 мужчин и 28 женщин. Населённый пункт относился к Усть-Уйской волости Челябинского уезда Оренбургской губернии.
В 1926 году было около 30 дворов в которых жило 132 человека, из них 69 мужчин и 63 женщины. Бердюгино относилось к Ново-Кочердыкскому сельсовету Усть-Уйского района Челябинского округа Уральской области.
С 6 февраля 1943 года — в Курганской области.
14 июня 1954 года Ново-Кочердыкский сельсовет упразднён, территория вошла в Дулинский сельсовет, который 14 мая 1959 года переименован в Новокочердыкский сельсовет.
В советское время происходит бурный рост и развитие деревни. В 1950-е годы в Бердюгино был «Заготскот совхоз». Осваиваются земли под пашни, на которых выращиваются пшеница, подсолнечник, горох, кукуруза, картофель. В 50-60-е годы в Бердюгино был «Усть-Уйский откормочный совхоз». Труженики совхоза откармливали крупный рогатый скот, свиней, овец. Закупали скот со всего района и за его пределами. Строятся МТМ, животноводческие фермы, сеновал, весовые, стоянка под сельскохозяйственную технику, склады, магазин, начальная школа, детский сад, клуб, здание центральной конторы. Директор совхоза был Ефремов Василий Иванович, главным зоотехником Павел Григорьевич Семёнов, главным ветврачом Владимир Дмитриевич Ярушин.
После переименования 14 октября 1962 года Усть-Уйского района в Целинный, а 18 февраля 1963 года с. Ново-Кочердык в с. Целинное, 29 июня 1964 года переименовывается и сельсовет.
В 1974 году Бердюгино отошло к образованном совхозу «Трёхозёрский», когда происходило разукрупнение хозяйств и из совхоза «Луговской» выделилось отделение «Трёхозёрское», куда со временем и перенесли центральную контору из Бердюгино в Трёхозёрки. Так Бердюгино стало вторым отделением совхоза «Трёхозёрский».
Решением Курганского облисполкома № 123 от 16 марта 1977 года д. Бердюгино перечислена из Целинного сельсовета в состав Трёхозёрского сельсовета.
После распада СССР, в совхозе произошёл упадок. Хозяйство распалось в 1993 году и прекратило своё существование. Произошёл огромный отток капитала и населения. Далее образовывается одноимённое предприятие ООО «Трёхозёрское», которое просуществовав до начала 2000-х обанкротилось В настоящее время в деревне 8 дворов в которых проживает 24 человека и одна улица (Кленовая). Существуют зерносклад, загон для КРС, клуб-комплекс «Звезда»(основан 7 июля 2009 года), Бердюгинский краеведческий музей (основан 7 июля 2003 года), стадион «Звезда» (15 посадочных мест). А также спортивная организация «Бердюгинский футбольный клуб „Звезда“» (БФК «Звезда» основан 7 июля 2003 года). Предпринимательских, коммерческих, фермерских организаций нет, есть только 6 ЛПХ.

## Экономика
В основном население занято собственным подворьем, разведением скота (лошадей, коров, овец, коз, кроликов, птицы), выращиванием овощей и фруктов. Организован выпас скота. Имеется 5 ЛПХ.

## Полезные ископаемые
На территории поселения, существует небольшие месторождения торфа, существенные залежи кирпичных глин и песков. Также возможно присутствие железной руды. Главным богатством считается лес, включающим в себя главным образом берёзу, осину, ель и сосну. Также есть несколько видов кустарников и растений пригодных для декоративного плетения. Ещё одним богатством является плодородная земля для посева различных культур и пастбища для скота. Имеются и питьевые источники воды. Несколько родников, один из них обладает минеральными свойствами.

## Почётные жители
- Дощанов Нурлан Базарбаевич (11.06.1965) — староста деревни.
- Дощанов Артём Нурланович (08.11.1988) — староста деревни, общественный деятель, спортсмен, многократный чемпион Целинного района по футболу, баскетболу, лёгкой атлетики, гирям и шахматам, чемпион ЮУрГУ по гандболу и шахматам, обладатель кубка ЮУрГУ по футболу, участник чемпионата России по обратным шашкам (г. Челябинск-2013), участник Всероссийских массовых соревнований «Российский азимут» и «Кросс наций», участник областных спортивных сельских игр Курганской области «Золотой колос» и «Зауральская метелица». Имеет несколько спортивных разрядов (шахматы — 1 разряд, шашки — 1 разряд), с 2011 года выступает за челябинские клубы и команды по футболу в «ЛФЛ 8х8 Челябинск», бронзовый призёр Кубка ЛФЛ 8х8 Челябинска (2012 год). Основатель БФК «ЗВЕЗДА», основатель Бердюгинского краеведческого музея.
- Копыркин Пётр Васильевич (09.12.1935 — 22.06.2015) — механизатор совхоза, передовик, ветеран труда, старожил д. Бердюгино, победитель соцсоревнований.
- Шамсутдинов Раис Гафурович (08.03.1940) — заместитель старосты, ветеран труда.
- Сейтенова Даляпрас Кабиденовна — (20.08.1939) — ветеран труда, мать героиня, награждена орденами «Мать-героиня» и «Материнская слава» I степени (воспитала 10-х детей).
- Сейтенов Елюбай Жайсанбекович (03.08.1994) — многократный чемпион Целинного района по футболу и шахматам. Серебряный призёр ЧИПС по волейболу. Обладатель спортивных разрядов (шахматы — 3 разряд, шашки — 3 разряд, парашютный спорт — 3 разряд).
- Сейтенов Еслямбек Турсунович (02.11.1969) — шахматист, многократный чемпион Целинного района по шахматам, призёр зонального турнира Курганской области по шахматам, участник областных соревнований «Зауральская метелица».
- Тимирова Забира Садыковна (06.03.1937) — ветеран труда, старожил д. Бердюгино, награждена Медалью Материнства II степени (воспитала 5-х детей).
- Тимиров Хамит Халитович (06.03.1933) — механизатор совхоза, передовик, ветеран труда, труженик тыла, старожил д. Бердюгино, за добросовестный труд и высокие показатели в работе награждён орденом «Знак Почёта».

### Бердюжане — фронтовики
- ★ Баранов Иван Степанович — родился в 1912 г. в Юргамышском районе. Лейтенант, командир роты автоматчиков. Призван в РККА в 1941 году на Волховский фронт. Уволен в запас в 1949 г. Награждён юбилейными медалями. Работал ветврачом «Усть-Уйского откормочного» совхоза в деревне Бердюгино. Умер.
- ★ Бердюгин Арсентий Александрович — родился в 1915 г. в с. Ново-Кочердык. Рядовой, писарь. Призван Усть-Уйским РВК в РККА 14.02.1942 года. Пропал без вести в сентябре 1942 года в районе г. Ленинграда. Жил с семьёй в д. Бердюгино.
- ★ Бердюгин Григорий Фёдорович - родился в 1925 г. в д. Бердюгино. Сержант, моторист-лебёдочный 6-го отдельного Краснознамённого воздухоплавательного дивизиона аэростатов артиллерийского наблюдения. Призван Усть-Уйским РВК в РККА в январе 1943 года. Воевал на 1-м Белорусском фронте. 9 июня 1945 года награждён медалью "За боевые заслуги". (Наградной лист: Сержант Г.Ф. работает лебёдочным-мотористом дивизиона. За время боевых действий лебёдка на которой тов. Бердюгин обслуживал подъёмы "АН" работала чётко и невзирая на обстрел противника, умело её выводил из зоны обстрела тем самым способствовал успешному выполнению заданий и сбережению спецтехники. В боевой обстановке смел и решителен. Достоен Правительственной награды медали "За боевые заслуги"  Командир 6-го отдельного Краснознамённого воздухоплавательного дивизиона "АН" подполковник: Комаров.)
- ★ Бердюгин Николай Егорович — родился в 1919 г. в д. Бердюгино. Награждён орденом Отечественной войны II степени.
- ★ Бердюгин Павел Андреевич - родился в 1912 г. в д. Бердюгино. Ефрейтор, заряжающий зенитной установки СУ М-17. Призван Усть-Уйским РВК в РККА в сентябре 1941 г. Служил в зенитно-пулемётной роте 35-й механизированной Слонимско – Померанской Краснознамённой орденов Кутузова и Суворова бригаде. Воевал на Степном, 2-м Украинском и 1-м Белорусском фронтах. Штурмовал г. Берлин. Имеет 4 ранения, одно из них тяжёлое, получил 20.07.1943 г. Награждён медалью "За отвагу" (07.02.1943) и орденом "Красная Звезда" (09.05.1945). (1-й наградной лист: заряжающий красноармеец Бердюгин Павел Андреевич при отражении вражеской авиации чётко справлялся со своими задачами, его пулемёты работали безотказно, сам себя вёл мужественно. Его расчёт сбил при отражении вражеской авиации Мессершмитт-109. Достоин правительственной награды медаль "За отвагу"  Командир Лейтенант: Колесников.  2-й наградной лист: товарищ Бердюгин, за время боевых операций с 14.04 по 30.04.45 года, находясь на передовой в должности заряжающего, проявил себя одним из лучших товарищей. 24 апреля 45 года в районе Розенталь города Берлина, при налёте немецкой авиации на наши арт-позиции и движущиеся колонны, товарищ Бердюгин совместно со своим наводчиком сбил немецкий самолёт М-109. Во время взрывов вражеских бомб и пулемётного обстрела, товарищ Бердюгин не ушёл со своего поста где угрожало его жизни. С 25.04.45 г. по 30-е апреля он находился в составе штурмовой группы. Идут впереди батальонов и очищают один дом за другим от немецких автоматчиков и фаустников. За это же время с 26 по 28 апреля 45 г. уничтожил 6 немецких автоматчиков. За мужество и отвагу в борьбе с немецкими захватчиками представляю товарища Бердюгина к Правительственной Награде Ордену "Красного Знамени" (в дальнейшем наградили "Орденом Красной Звезды"  Командир зенитной пулемётной роты СУ М-17 лейтенант: Умаров.)
- ★ Бердюгин Пётр Егорович — родился в 1905 г. в д. Бердюгино. Гвардии рядовой, стрелок. Призван в РККА в 1941 г. Служил в 17-м гвардейском стрелковом полку. Погиб в бою 01.12.1941. Похоронен в Московской обл., Одинцовский район, д. Акулово, братская могила.
- ★ Вальков Иван Игнатьевич — родился в 1917 г. в д. Бердюгино. Награждён орденом Отечественной войны II степени.
- ★ Иванов Иван Игнатьевич — родился 01.07.1910 г. в с. Дулино. Рядовой, сапёр. Призван Усть-Уйским РВК. Служил в 1076-м стрелковом полку 314-й стрелковой дивизии Волховского фронта. 15.01.1943 г. награждён медалью «За отвагу». Умер 05.01.1980 г. в д. Бердюгино.
- ★ Куцабов Алексей Матвеевич – родился в 1924 г. в д. Бердюгино. Призван Усть-Уйским РВК в сентябре 1943 года. Пропал без вести в феврале 1944 года.
- ★ Панасенко Иван Григорьевич — родился в 1919 г. в д. Бердюгино. Награждён орденом Отечественной войны II степени.
- ★ Панасенко Илья Тимофеевич – родился в 1925 г. в д. Бердюгино. Рядовой, стрелок. Призван Усть-Уйским РВК в РККА в январе 1943 года. Служил в 348-м стрелковом полку в 51-й Перекопской ордена Ленина Краснознамённой стрелковой дивизии имени Московского Совета рабочих крестьянских и красноармейских депутатов. Погиб в бою 11.07.1944 года. Похоронен в д. Карасино Браславского района Витебской области Республики Беларусь.
- ★ Панасенко Яков Калистратович — родился в 1899 г. в д. Бердюгино. Рядовой. Призван Усть-Уйским РВК. Служил в 182-й стрелковой дивизии 232-го стрелкового полка. Был приговорён к расстрелу 23.04.1942 г.
- ★ Печерский Павел Михайлович — родился в 1923 году в д. Бердюгино. Призван в РККА в 1942 году. Гвардии рядовой, разведчик. Служил в 77-й гвардейский стрелковом полку, 26-й стрелковой дивизии. Погиб в бою в октябре 1944 года. Похоронен в Калининградской области, Нестеровский район, пос. Пушкино.
- ★ Рахматуллин Зиянша Нигамаевич — родился в 1927 г. в д. Белозёрки. Рядовой, стрелок. Призван в РККА Усть-Уйским РВК в ноябре 1944 г. в войсковую часть № 7555 на Забайкальский фронт. Служил до 1951 года. Награждён орденом Отечественной войны II степени, медалью «За победу над Японией», юбилейными медалями. Долгое время жил в д. Бердюгино. Работал в совхозе «Трёхозёрский». Умер 12.11.2009 г. в д. Белозёрки.
- ★ Сергеев Михаил Ефремович — родился в 1913 г. в д. Бердюгино. Гвардии рядовой, ездовой. Призван в РККА Усть-Уйским РВК в августе 1941 года. Служил во 2-й миномётной роте 2-го стрелкового батальона 352-го гвардии стрелкового полка 107-й гвардии стрелковой Первомайской дивизии на 3-м Украинском фронте. Приказом Президиума Верховного Совета СССР от 03.04.1945 г. награждён орденом Славы III степени.
- ★ Соломатина Татьяна Матвеевна — родилась в 1921 г. в д. Бердюгино. Награждена орденом Отечественной войны II степени.
- ★ Четвернин Александр Петрович — родился в 1926 году в д. Бердюгино. Рядовой, стрелок. Призван в РККА Усть-Уйским РВК 20.11.1943 года. Был в последнем бою в апреле 1944 года. Пропал без вести.
- ★ Якунин Иван Алексеевич — родился в 1915 г. в д. Бердюгино. Рядовой, стрелок. Призван в РККА Усть-Уйским РВК 27.06.1941 г. Умер 03.02.1942 г. в дулаге № 184. Похоронен в г. Вязьма Смоленской области.
- ★ Яковенко Николай Романович — родился в 1925 г. в д. Бердюгино. Старший сержант, командир отделения автоматчиков. Призван в РККА Усть-Уйским РВК в январе 1943 года. Служил в 95-й танковой Бобруйской ордена Ленина Краснознамённой ордена Суворова бригаде. Участник битвы за г. Берлин. Награждён орденом Красной Звезды, орденом Отечественной войны II степени, дважды медалью «За отвагу».